# 臺南市立安定國民中學
臺南市立安定國民中學，簡稱安定國中或定中，位於中華民國臺南市安定區的一所國民中學。

## 校史沿革
- 1968年4月22日，安定國中動工興建，由李文水校長兼任籌備主任。
- 1968年8月1日，奉准成立，定名為台南縣立安定國民中學，省府令派賴聰林為首任校長。
- 1980年，由楊進福校長接任。
- 1984年，王崇彬校長接任。
- 1992年，鄭何穆校長接任。
- 1995年，周博川校長接掌校務。
- 1999年，蘇敬仲校長接任，於2004年8月榮退。
- 2004年，蘇育進獲遴聘接任。
- 2009年7月，李世昌接任第8任校長。
- 2016年8月，陳慧如接任第9任校長。
- 2024年8月，江怡靜接任第10任校長。

## 歷任校長
| 任次     | 校長   | 任期時間             |
| -------- | ------ | -------------------- |
| 籌備主任 | 李文水 | 1968年4月－1968年7月 |
| 第1任    | 賴聰林 | 1968年8月－1980年    |
| 第2任    | 楊進福 | 1980年－1984年       |
| 第3任    | 王崇彬 | 1984年－1992年       |
| 第4任    | 鄭何穆 | 1992年－1995年       |
| 第5任    | 周博川 | 1995年－1999年       |
| 第6任    | 蘇敬仲 | 1999年－2004年       |
| 第7任    | 蘇育進 | 2004年－2009年7月    |
| 第8任    | 李世昌 | 2009年7月－2016年7月 |
| 第9任    | 陳慧如 | 2016年8月－2024年7月 |

|第10任||江怡靜||align=left|2024年8月－迄今
|}

## 知名校友
- 李全教：前臺南市議長
- 向蕙玲：台語女歌手
- 李星赫：英雄聯盟職業選手，隸屬T2，ID為"Baker"
- 陳俞凱：祖傳10代扛轎班隊長，曾上寶島神很大

## 外部連結
- 臺南市立安定國民中學 （页面存档备份，存于）